# 美岱召
美岱召，原来汉名“灵觉寺”，清代赐名“寿灵寺”，位于中国内蒙古自治区包头市土默特右旗，是一座藏传佛教格鲁派寺院，1996年被列为第四批全国重点文物保护单位。美岱召是呼和浩特地区的“八小召”之一。

## 历史
元朝灭亡后，蒙古退回草原，分裂後各部长期混战。明朝中后期，漠南蒙古的土默特部首领俺答汗（又译“阿勒坦汗”）渐渐崛起，控制了西到河套地区，东到直隶宣化、山西大同以北，北到戈壁，南到长城的广阔地区，并占领青海，还一度在西藏动武。俺答汗在土默川建设“大板升城”，该城平面呈不规则的正方形，周围有高5米、厚2至4米的城墙，墙体采用黄土夯筑，内外砌以石块，该城东西宽185米，南北长195米，总面积大约4万平方米。南城墙中部设城门，城墙四角有重檐角楼。城内建筑有“朝殿及寝殿凡七重，东南建仓库凡三重，城上起滴水楼五重”。
明朝隆庆五年（1571年），俺答汗同明朝修好封贡，获明朝封为“顺义王”，并且开始在库库和屯（今呼和浩特）兴建新城，俺答汗的统治中心乃逐渐自大板升城迁移至库库和屯。隆庆六年（1572年），俺答汗受藏传佛教影响，开始在大板升城内兴建“灵觉寺”，此即今美岱召。
1578年，俺答汗邀藏传佛教格鲁派索南嘉措在青海见面，俺答汗赠给索南嘉措“圣识一切瓦齐尔逹赖喇嘛”尊号（意为“超凡入圣”、“学问渊博犹如大海一般的大师”），自此出现“逹赖喇嘛”名号；索南嘉措也回赠俺答汗“法王大梵天”称号。到1583年逝世前，俺答汗在大漠南北广泛兴建格鲁派寺庙，大板升城也渐成格鲁派寺院，与灵觉寺形成了城寺合一的局面。
索南嘉措圆寂后，西藏僧界将俺答汗的曾孙云丹嘉措认定为索南嘉措的转世灵童。万历三十年（1602年），14岁的云丹嘉措在拉萨哲蚌寺坐床，成为四世达赖，他也是迄今历世达赖中唯一一位蒙古人。此后，西藏佛教界选派高僧达拉那达赴蒙古传教。行前，云丹嘉措授予其“大慈迈达哩呼图克图”称号。他在喀尔喀传教20年，直至圆寂。
万历三十四年（1606年），把汉比吉（乌兰妣吉，俺答汗与三娘子之子不他失礼的遗孀）主持修建了美岱召的大雄宝殿前殿、泰和门，还用诸色珍宝塑成弥勒佛像，并且以她个人名义邀请大慈迈达哩呼图克图来美岱召坐床传教，为所塑的弥勒佛像开光。由于大慈迈达哩呼图克图曾在灵觉寺坐床掌教，人们便俗称灵觉寺为“迈达哩召”，后渐讹为“美岱召”。把汉比吉则长期居住在大板升城（美岱召），直到明朝天启六年（1626年）夏天去世，晚年居住在美岱召主政东西两哨期间，很有权势，凡出入境者均必须持她签发的文书。俄国使臣伊万·佩特林在万历四十三年（1618年）出使中国，便途经土默特万户，他称曼齐喀图王妃（把汉比吉）权势煊赫，受人尊崇。
清朝乾隆年间，清朝朝廷赐名“寿灵寺”。
文化大革命中，美岱召的一座三层歇山式城楼被拆毁，殿宇被当作粮库，美岱召内珍藏的文物及佛经遭到不同程度破坏。21世纪初，国家拨专款维修美岱召，绝大部分建筑恢复原貌。

## 建筑
美岱召依山傍水，是俺答汗及夫人三娘子（钟金哈屯）当年居住和议政之所，也是藏传佛教活动场所。美岱召总面积约4000平方米。建筑仿中原汉式，融合蒙藏风格。美岱召是一座“城寺结合，人佛共居”的寺庙。总占地面积约3万平方米，外围以方形土城，高5米，宽6米。内有大雄宝殿、琉璃殿、乃琼庙、太后庙、达赖庙等建筑。召内主要建筑坐北朝南。美岱召的建筑多为汉式，原来琉璃殿、万佛殿、两廊庙供奉的佛像与汉地佛教相同。

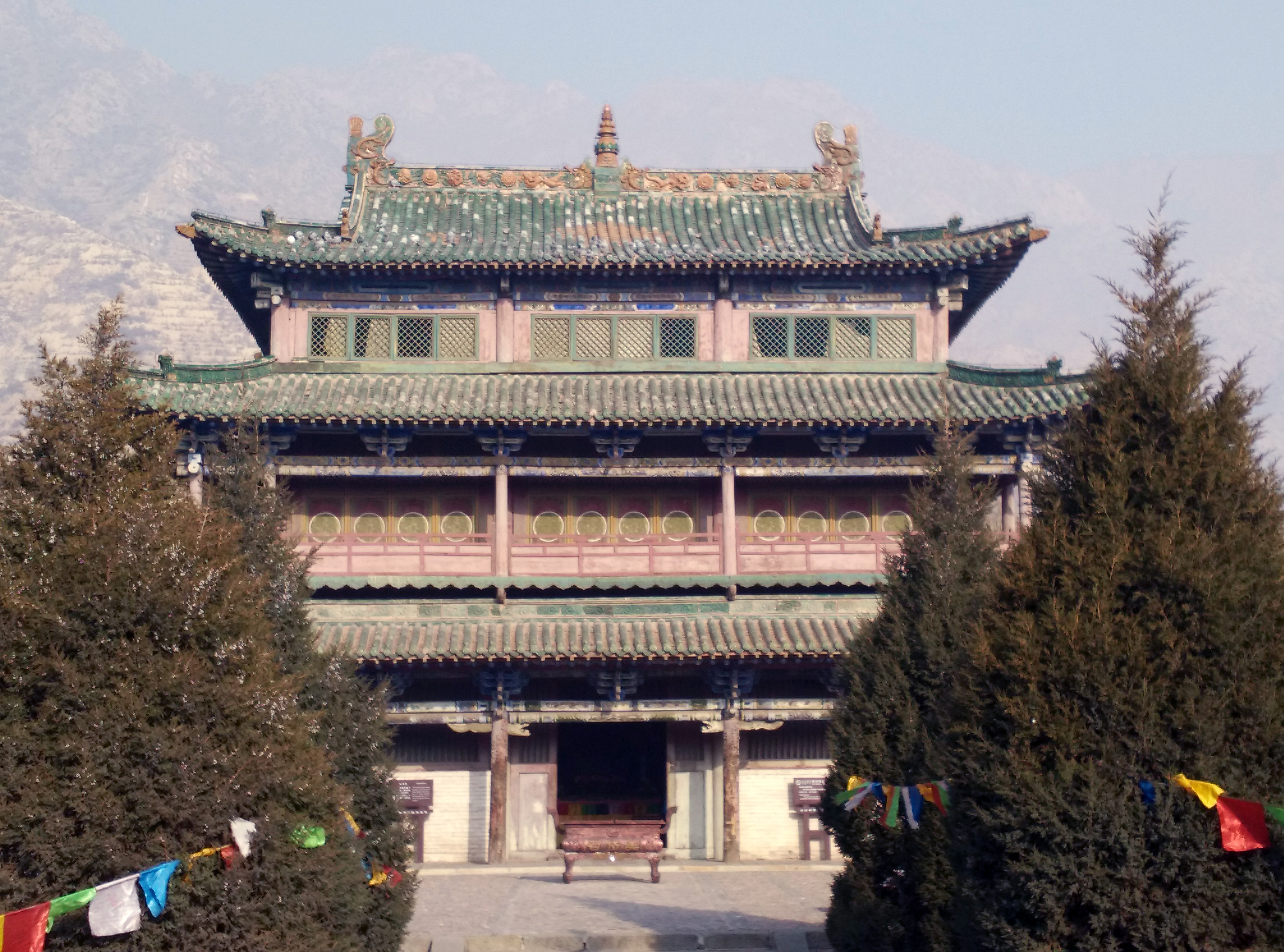
美岱召琉璃殿

- 古城：是一座方城，平面呈不规则方形，略呈长方形，周长681米。墙土夯层外包石块。[8][10]美岱召城墙的四角筑有外伸大约11米的墩台，其上有重檐角楼。[10]
- 泰和门：南城墙中央开有泰和门，为正门。城门内侧筑有马道，城门台上建有歇山式顶二楼三檐城楼（1985年依原式复建）。泰和门建于1606年，古城始建早于泰和门40余年。[8]门上的匾额题有“皇图巩固，帝道咸宁，万民乐业，四海澄清”，落款为“大明金国”。[10]
- 大雄宝殿：位于泰和门正北，面阔三间，重檐歇山顶两层楼，与南厅经堂、北厅佛殿勾连一体，纵深43.7米，横宽23.2米，三座殿顶均为歇山式，经堂东、西、南三面由白色藏式砖墙围绕，形成汉藏结合的建筑风格。佛殿西壁下部绘有一组蒙古贵族礼佛图。[8]
- 财神庙：位于琉璃殿前，现仅存基址。[8]
- 琉璃殿：传说是俺答汗及三娘子接受朝拜之所。[10]歇山式三层楼阁，全汉式建筑，面阔三间，四周廊柱20根。因覆盖有琉璃瓦，故俗称“琉璃殿”或“三层楼”。殿门前方西侧有一座小白塔。石阶下左右配殿俗称“两廊庙”，东为“观音庙”西为“菩萨庙”。琉璃殿前有财神庙基址，琉璃殿后为公爷府基址。[8]
- 公爷府：位于琉璃殿后，现仅存基址。[8]
- 乃春庙。位于中轴线最北端，藏式二层建筑，传说是西藏来蒙古传教的大慈迈达哩呼图克图的住所，房顶有双鹿听经金像。该庙为密宗要地，平时关闭。[8]
- 佛爷府：美岱召在清朝并无驻寺活佛，此府供巡行活佛来召时居住。主房三间（硬山顶，前有檐柱），西间原来由木扇墙隔开，作为活佛卧室。东西耳房各2间（硬山顶），供活佛的随员居住。[8]
- 八角庙：原为重檐攒尖亭，亭基呈八角，后来添墙为庙。[8]
- 西万佛殿：位于八角庙以西。“万佛”表示佛像多。东城墙外曾有座东万佛殿，所以此处称西万佛殿。硬山顶，前有檐柱。[8]
- 太后庙（三娘子庙）：位于大雄宝殿东北方，是带围廊柱的灵堂建筑，重檐歇山顶。面阔5间，进深5间，堂内面积仅有3间，南墙正中开门，无窗。传说是三娘子的灵堂。殿内原有高1米的覆钵式檀香木塔，1966年被拆除，拆除时方知塔下有地宫，地宫内藏有人骨灰1包，木梳3把，念珠6挂，三角形镀银负药盒1个，钻石耳附2副。[8]太后庙内，有明代绘制的壁画，画面中蒙古服饰人物像中，有传说为俺答汗及三娘子的画像，为内蒙古召庙壁画中独有。[10]
- 达赖庙：位于太后庙以北，城墙内东北隅，为一独立小院。主房是二层硬山式小楼，东西两侧有配房。传说三世达赖曾在此居住。[8]
- 宝丰塔：位于召后的宝丰山上。该塔直径3米，高4米，为八面墙覆钵式砖塔，塔外涂白色，故俗称“白塔”。 [8]

美岱召现存壁画1650平方米，描绘了明朝时土默特蒙古（自称“大明金国”）的政治及宗教情况，被誉为壁画博物馆。大雄宝殿内，四周壁画自腰线一直画到天花板，需仰视方可全部观看。北壁正中，绘有释迦牟尼巨幅壁画像，背景中绘有释迦牟尼的佛传故事画，包括太子游四门、剃发出家、降伏魔女、得道成佛等等，造型生动，颇具人间情趣。北壁下壁为四大天王及伏虎罗汉、布袋和尚。东壁有宗喀巴成道故事画，东壁下壁是玛哈嘎拉、巧尔吉金刚、班达拉姆等多位喇嘛教护法神，造型诡怪，线条奔放。西壁下方，绘有一组蒙古供养人群像，均身着明清时期蒙古服饰，手持念珠等宗教器物，礼佛表情谦恭；该壁画上的蒙古服饰很多可在明朝萧大亨所著《夷俗记》中找到依据，故该壁画是研究该时期蒙古服饰的珍贵资料。

## 庙会
美岱召庙会是纪念俺答汗皈依佛教而举行的灌顶法会。每年农历五月十三日举行，为期大约一周，到21世纪初已有四百余年历史。21世纪初的庙会融旅游、商贸、文艺演出等于一体，每年吸引游客上万人。
自2009年起，每年农历五月十三日被定为三娘子旅游文化节。节日期间，不仅有传统庙会，当地还举办文艺晚会、二人台、山曲等地方小戏。土默特右旗有“二人台文化艺术之乡”之誉。

## 美岱召博物馆

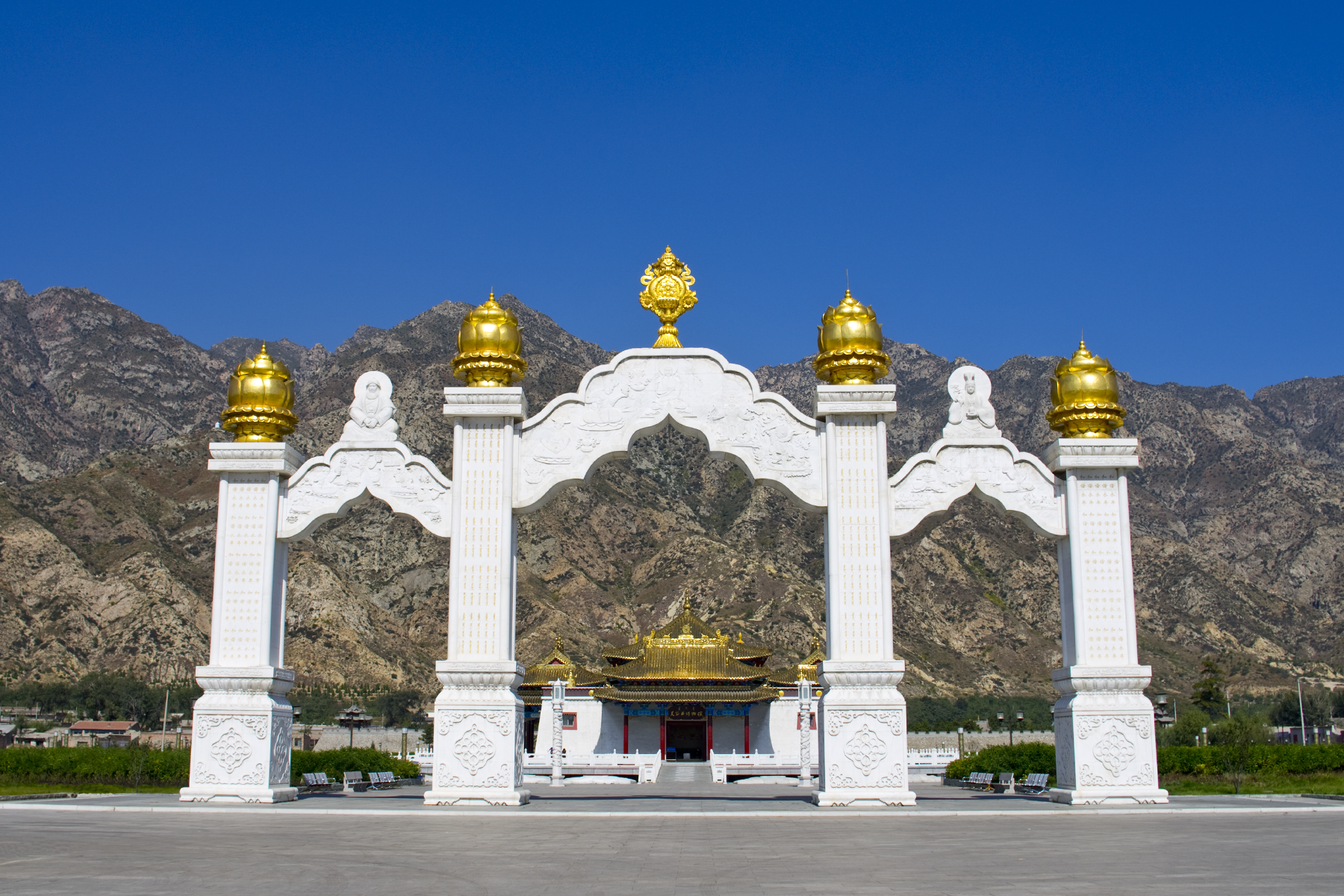
21世纪初，美岱召博物馆前新建的牌楼

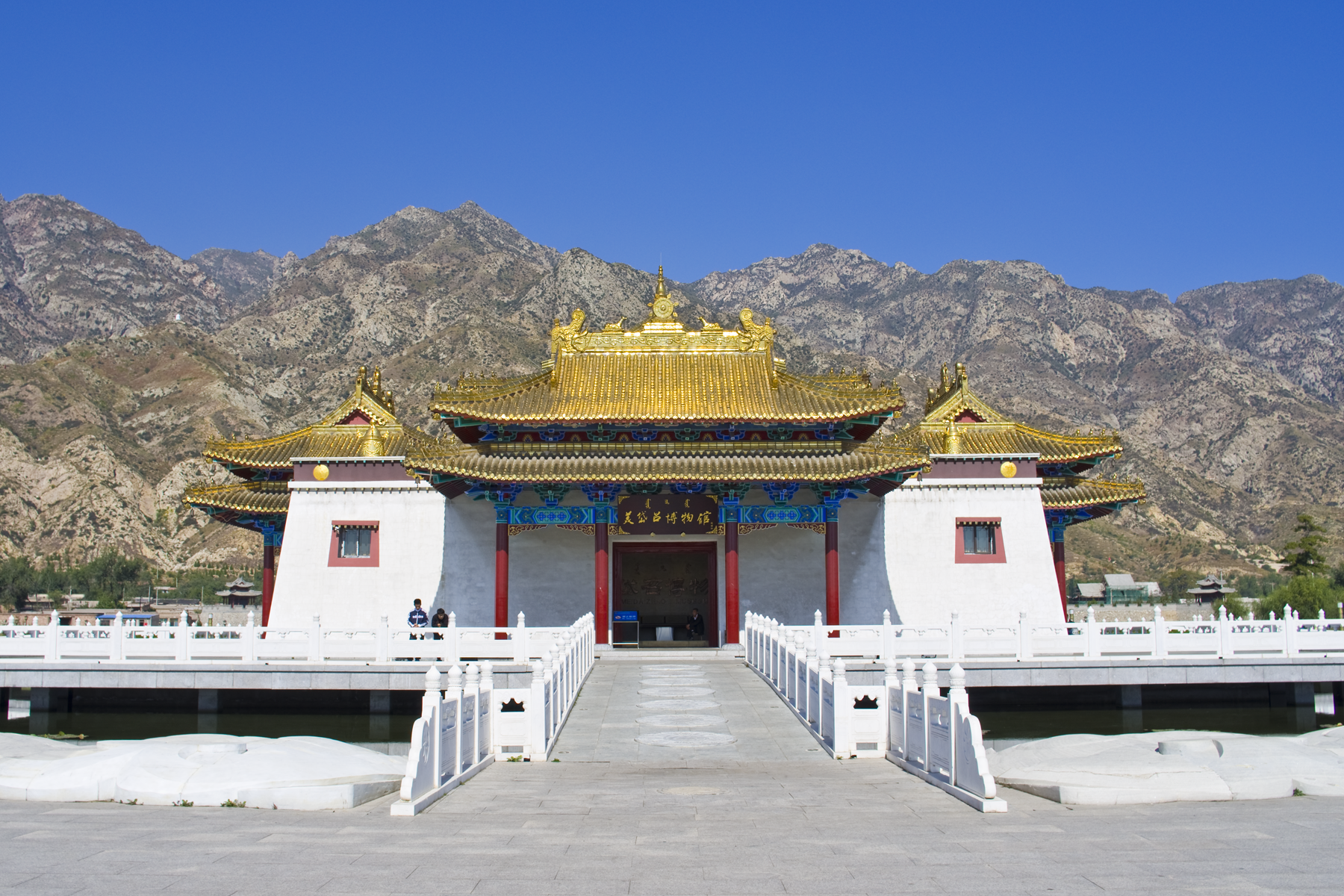
21世纪初，新建的美岱召博物馆

美岱召博物馆位于包头市土默特右旗萨拉齐镇美岱召广场。
美岱召博物馆占地面积2000余平方米。展览包括四个单元（包括美岱召展览馆的内容）：第一单元“萨满信仰”，表现蒙古族在信仰藏传佛教之前信仰萨满教的情形；第二单元“板升家园”，表现明朝和蒙古从战争走向和平的过程，展示中原农业、手工业、商业对蒙古的影响；第三单元“佛降九峰”，表现藏传佛教与蒙古文化的相互影响，蒙古族与藏族文化交流的状况；第四单元“壁画珍宝”，摹绘了美岱召壁画100多平方米。
2012年，土默特右旗政府投资实施美岱召博物馆布展工程。待布展完成后，该博物馆即可向游人开放。

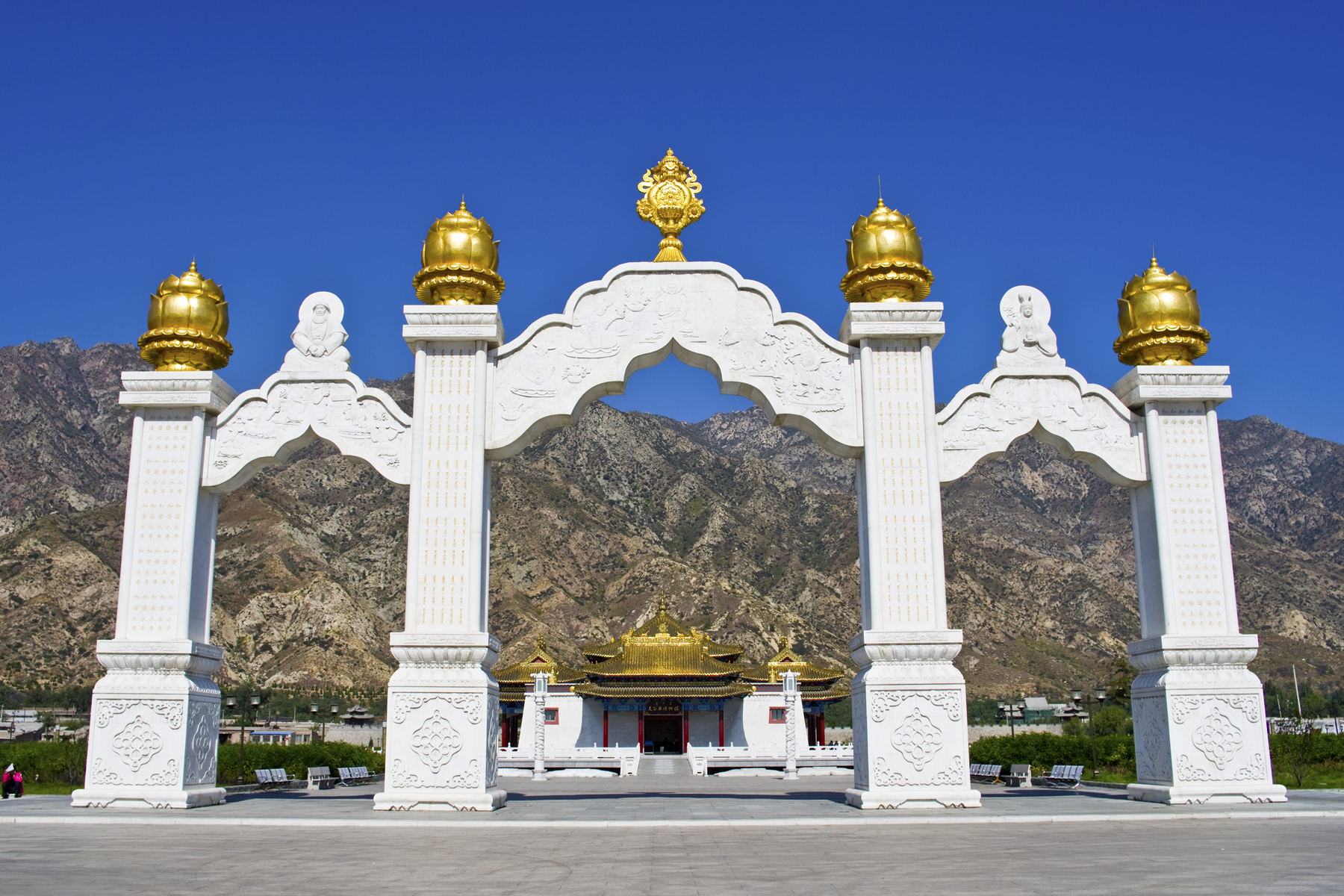
美岱召博物馆前的牌楼
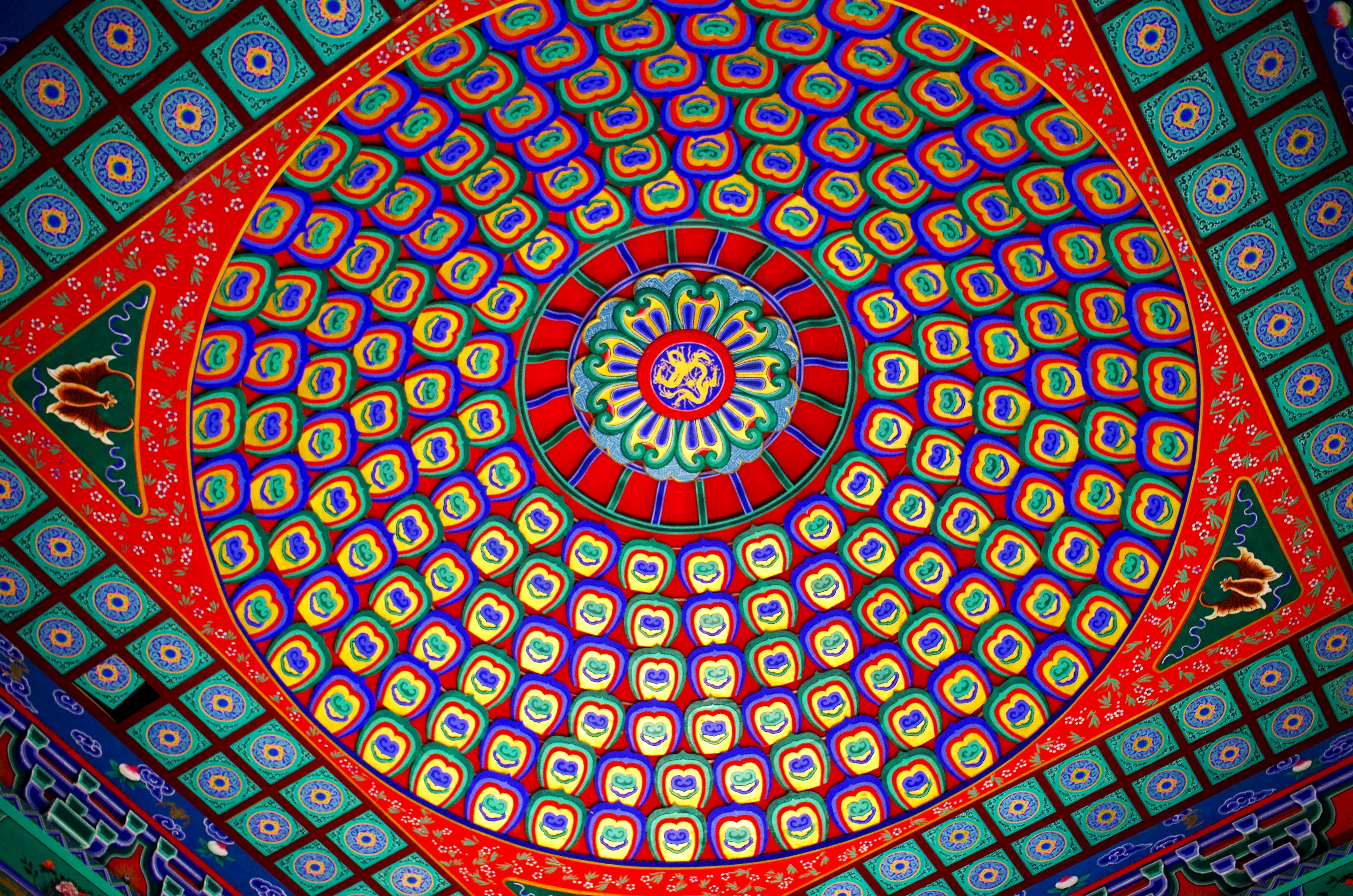
美岱召博物馆穹顶
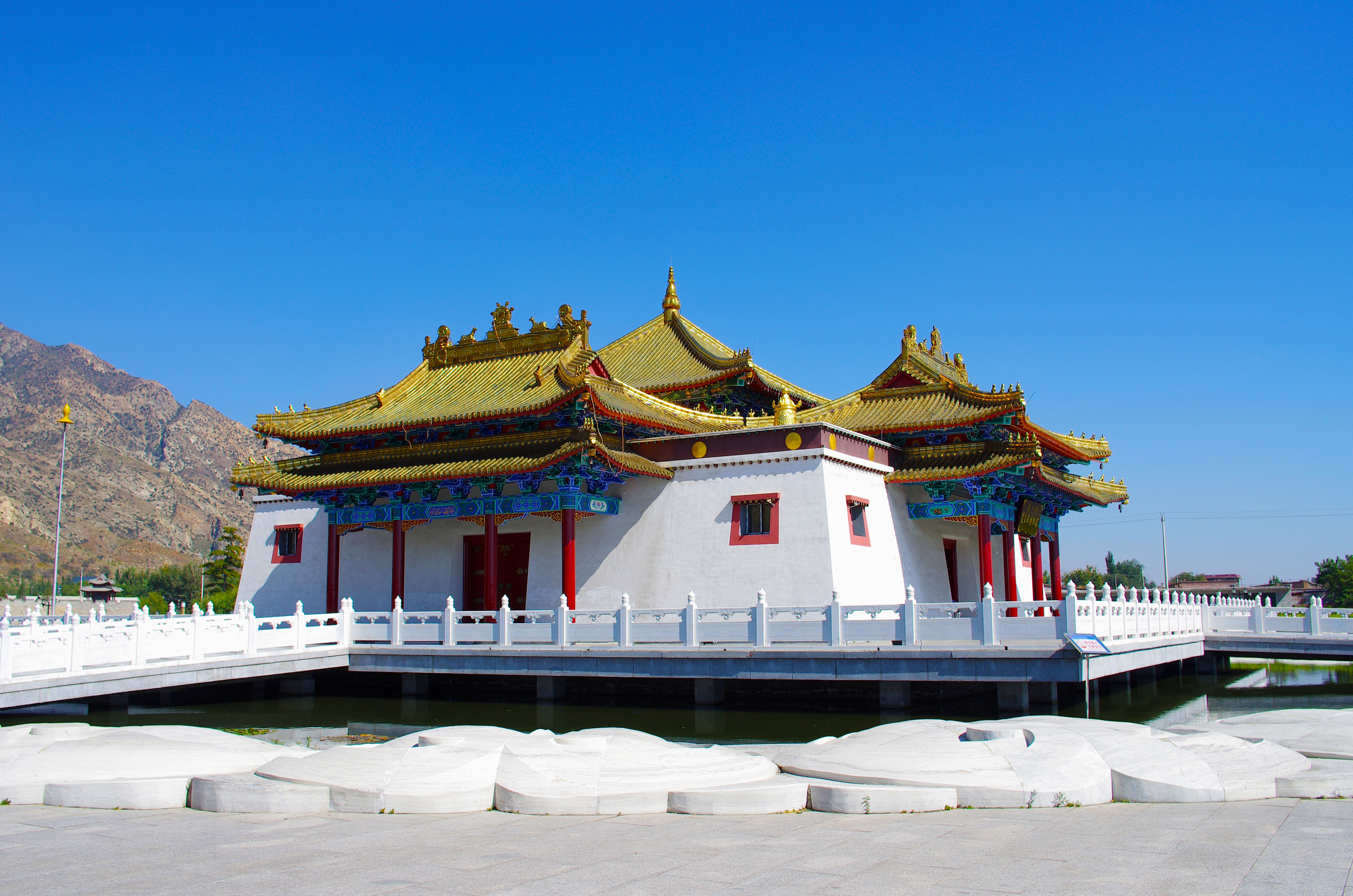
美岱召博物馆西侧面